# Big Falls (Minnesota)
Big Falls è un comune degli Stati Uniti d'America, situato nello Stato del Minnesota, nella Contea di Koochiching.